# Relaciones Santa Sede-Unión Soviética
Las relaciones Santa Sede-Unión Soviética fueron las relaciones diplomáticas entre la Santa Sede y la Unión de Repúblicas Socialistas Soviéticas.

## Historia
La Unión Soviética durante varios decenios fue uno de los Estados más cerrados para la Santa Sede, el período del mayor calidez coincidió con el pontificado de Pablo VI (1963-1978), durante el cual el presidente del Presídium del Sóviet Supremo de la URSS, Nikolái Podgorni, arribó con la primera visita oficial a la Santa Sede el 30 de enero de 1967. El ministro soviético de Asuntos Exteriores, Andréi Gromiko, celebró dos reuniones cortas con obispos de Roma, de las que la primera tuvo lugar en Nueva York el 4 de octubre de 1965, día en que Pablo VI dirigió un discurso de salutación a los diputados de la Asamblea General de la ONU.
El propio Pontífice recibió al canciller soviético en cuatro ocasiones: el 27 de abril de 1966, el 12 de noviembre de 1970, el 21 de febrero de 1974 y el 28 de junio de 1975. Juan Pablo II concedió audiencias a Gromiko el 24 de enero de 1979 y el 27 de febrero de 1985. Cada uno de estos encuentros tuvo por resultado una atenuación de la política del Estado soviético hacia la religión en general y hacia la Iglesia Católica en particular.
El 1 de diciembre de 1989, el entonces presidente del Sóviet Supremo de la URSS, Mijaíl Gorbachov, llegó con una visita oficial a la Santa Sede; donde Juan Pablo II lo recibió en segunda ocasión el 18 de noviembre de 1990. El 15 de marzo de 1990, el Vaticano y la Unión Soviética establecieron relaciones oficiales; después del desmoronamiento de la URSS, la Santa Sede reconoció la independencia y la soberanía de la Federación Rusa el 5 de septiembre de 1991.